# Portillo (riego)
Un portillo, boquera o tablacho de riego, es una portezuela utilizada para permitir la entrada de agua. Los portillos tienen unas dimensiones que van desde el 1 hasta el 5 (52 X 53 cm, con un interior de 45).
El DRAE, define boquera como: boca o puerta de piedra que se hace en el caz o cauce para regar las tierras.